# Landi Ferenc
Landi Ferenc (1939. november 12. – 1986. február 12.) labdarúgó, kapus.

## Pályafutása
Sportpályafutását úszóként kezdte. 1954-ben egy orosházi sportünnepélyen került a kapuba, majd leigazolta az Oroházi Kinizsi. Innen hívták be az ifi és az utánpótlás válogatottba. 1959 és 1962 között volt a Ferencváros játékosa, ahol egy-egy bajnoki ezüst- és bronzérmet nyert a csapattal. A Fradiban 56 mérkőzésen szerepelt (38 bajnoki, 18 nemzetközi). Távozása után Debrecenben szerepelt. 1963-ban az Egyetértés játékosaként az NB IB-ben szerzett bajnoki címet. 1969-ben az NB I-es újonc Egri Dózsához igazolt. Csapatával az 1971–72-es szezonban ismét az első osztályban szerepelhetett.

## Sikerei, díjai
- Magyar bajnokság
  - 2.: 1959–60
  - 3.: 1961–62
- Másodosztály
  - 1.: 1963